# Castillo de Viñuelas
El castillo de Viñuelas es un palacio fortificado ubicado en el término municipal de Madrid, dentro del espacio conocido como Soto de Viñuelas e integrado en el parque regional de la Cuenca Alta del Manzanares. 
Aunque sus primeras referencias se sitúan en el año 1285, la construcción actual data de los siglos XVII y XVIII. El edificio presenta transformaciones, realizadas en el siglo XX, para su acondicionamiento como lugar de celebraciones y convenciones. Tanto el castillo como el monte que lo rodea están en manos privadas. 
Al finalizar la guerra civil española fue la residencia oficial (provisional) del general Franco tras abandonar Burgos a mediados de octubre de 1939.

## Historia
La historia del castillo de Viñuelas se vincula a la del monte homónimo, un encinar adehesado de gran valor cinegético. Existen referencias de una edificación primitiva que datan de 1285, año en el que el rey Sancho IV de Castilla hizo donación de estas tierras a García López de Saavedra y a los hijos de Ruy Sánchez. 
En el siglo XIV, el monte y el edificio pasaron a manos de Leonor Núñez de Guzmán, amante de Alfonso XI. La Orden de Santiago y el Marqués de Santillana fueron los siguientes propietarios. A través de este último, el paraje quedó adscrito al Real de Manzanares.
En el siglo XVI, la titularidad de la finca y del castillo recayeron sobre el emperador Carlos I, que, con objeto de recaudar dinero para la corona, se la vendió a Arias Pardo de Saavedra, mariscal de Castilla, por 42 cuentos y 24 572 maravedíes, además de 3000 de renta anual y 7 corderos al año. 
Después de varias ventas, la propiedad pasó a la marquesa de Mejorada y de la Breña, quien mandó construir, en el año 1697, las cuatro torres angulares que esquinan el cuerpo principal del castillo. En el siglo XVIII, la Corona Española volvió a hacerse con el encinar y el edificio. Carlos III impulsó diferentes reformas en el castillo, a las que siguieron las mejoras realizadas por Carlos IV.

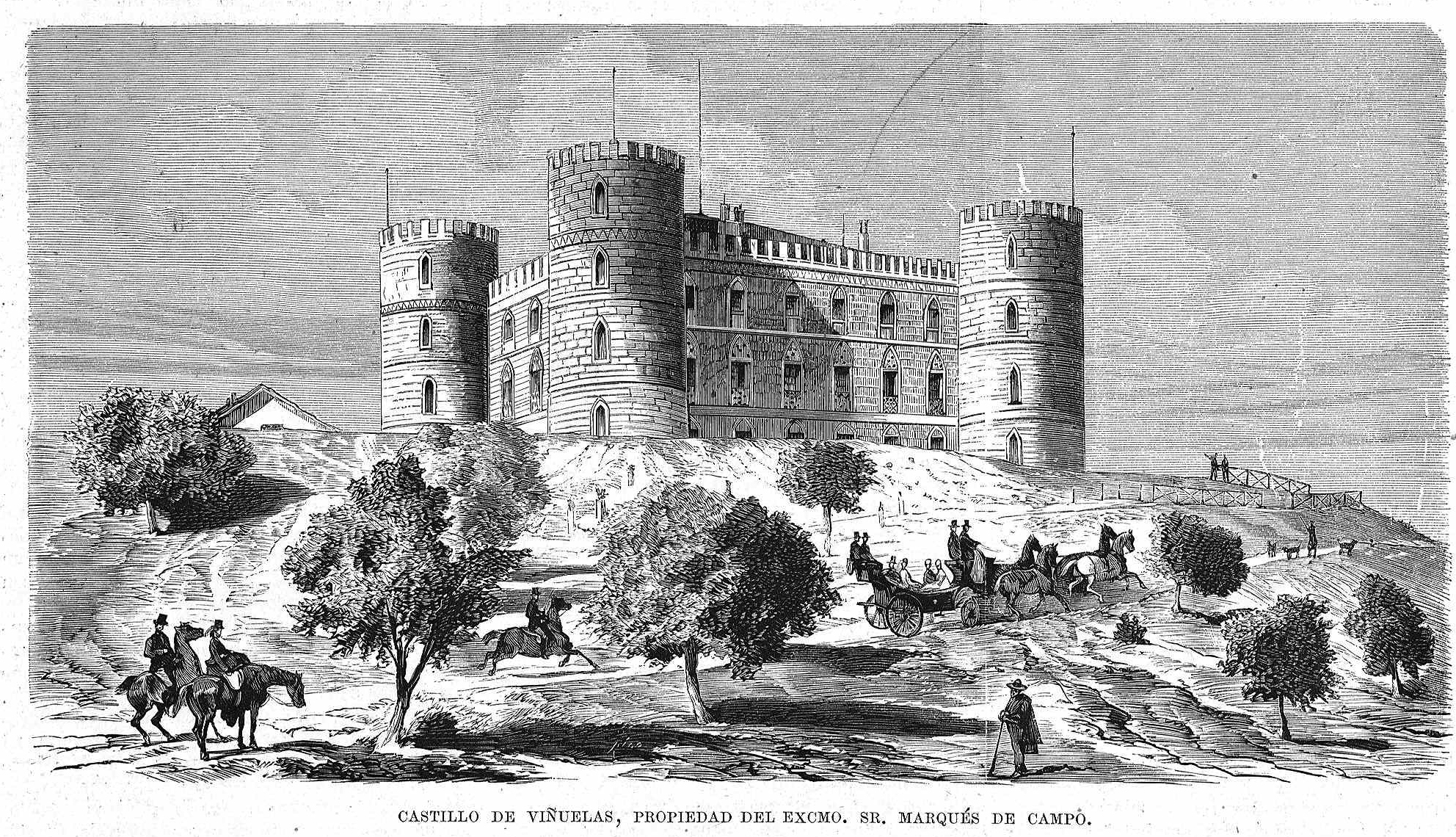
Vista del castillo en la segunda mitad del, cuando era propiedad del marqués de Campo.

En el siglo XIX, el duque del Infantado compró la finca, tras haber sido subastada durante la Primera República Española. A él se debe la incorporación de un salón gótico, compuesto de la capilla mayor de la iglesia del monasterio de San Francisco de Cuéllar, monumento del que adquirió además las ventanas que muestran el apostolado y la crestería que remata el tejado, además de los escudos con las armas de la Cueva, Mendoza y Toledo y la gran cruz de piedra que decoran el exterior. También trasladó diferentes elementos desde el castillo de Manzanares el Real.
En 1939, el arquitecto Diego Méndez se encarga de la reconstrucción y adaptación del castillo para residencia de
Francisco Franco, obra que realizó en solo tres meses. El castillo fue la residencia de Franco hasta 1940 cuando se trasladó al Palacio de El Pardo.

## Características

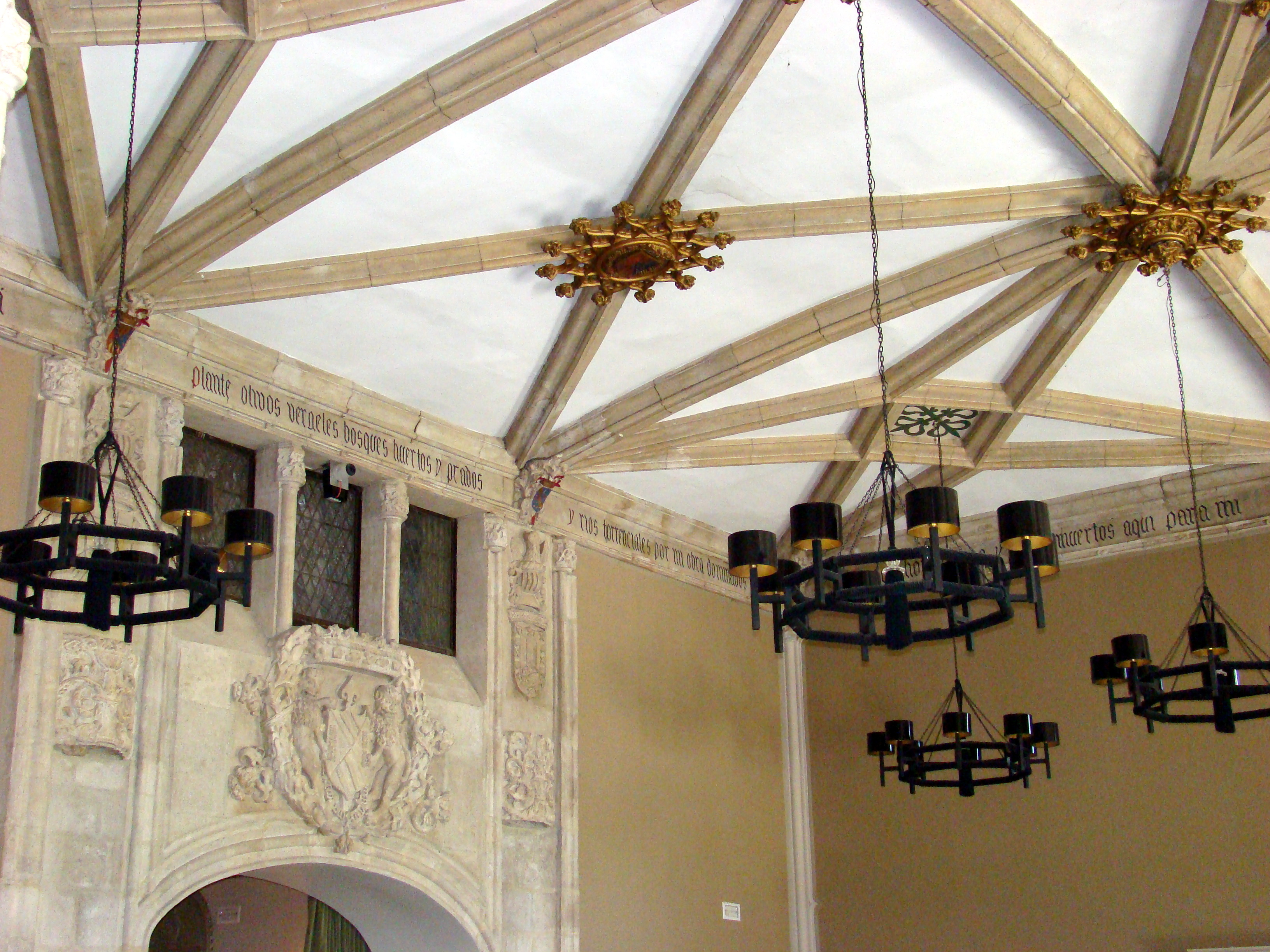
Detalle de los techos del Salón de Armas en el interior del castillo.

El castillo es de planta cuadrada y tiene tres alturas. Posee cuatro torres cilíndricas almenadas, una en cada esquina, que superan el alto del cuerpo principal, mediante una planta adicional.
La fachada principal, orientada al norte, destaca por su ornamentación. Integra un panel superior central, en el que aparece un escudo, y presenta un balcón corrido en la primera planta. Este se apoya sobre diferentes columnas, que dan lugar a un pórtico. A ambos lados, se levantan dos garitas rematadas con chapiteles.
La Sala de Armas es la estancia de mayor valor monumental del interior.